# Vicariato apostolico di Aguarico
Il vicariato apostolico di Aguarico (in latino Vicariatus Apostolicus Aguaricoënsis) è una sede della Chiesa cattolica in Ecuador immediatamente soggetta alla Santa Sede. Nel 2022 contava 146 364 battezzati su 174 624 abitanti. È retto dal vescovo José Adalberto Jiménez Mendoza, O.F.M.Cap.

## Territorio
Il vicariato apostolico, situato in Ecuador, comprende la provincia di Orellana.
Sede del vicariato è la città di Puerto Francisco de Orellana, dove si trova la cattedrale di Nostra Signora del Carmelo.
Il territorio è suddiviso in 14 parrocchie.

## Storia
La prefettura apostolica di Aguarico fu eretta il 16 novembre 1953 con la bolla Ex quo tempore di papa Pio XII, ricavandone il territorio dal vicariato apostolico del Napo.
Il 2 luglio 1984 la prefettura apostolica è stata elevata a vicariato apostolico con la bolla Haud ignoramus di papa Giovanni Paolo II.

## Cronotassi dei vescovi
Si omettono i periodi di sede vacante non superiori ai 2 anni o non storicamente accertati.
- Igino Gamboa, O.F.M.Cap. † (30 marzo 1954 - 1965 dimesso)
- Alejandro Labaca Ugarte, O.F.M.Cap. † (22 gennaio 1965 - 26 giugno 1970 dimesso)
- Jesús Langarica Olagüe, O.F.M.Cap. † (26 giugno 1970 - 1982 dimesso)
- Alejandro Labaca Ugarte, O.F.M.Cap. † (2 luglio 1984 - 21 luglio 1987[3] deceduto)
  - Sede vacante (1987-1990)
- Jesús Esteban Sádaba Pérez, O.F.M.Cap. (22 gennaio 1990 - 2 agosto 2017 ritirato)
- José Adalberto Jiménez Mendoza, O.F.M.Cap., dal 2 agosto 2017

## Statistiche
Il vicariato apostolico nel 2022 su una popolazione di 174 624 persone contava 146 364 battezzati, corrispondenti all'83,8% del totale.
| anno | popolazione | popolazione | popolazione | presbiteri | presbiteri | presbiteri | presbiteri                | diaconi | religiosi | religiosi | parrocchie |
| anno | battezzati  | totale      | %           | numero     | secolari   | regolari   | battezzati per presbitero | diaconi | uomini    | donne     | parrocchie |
| ---- | ----------- | ----------- | ----------- | ---------- | ---------- | ---------- | ------------------------- | ------- | --------- | --------- | ---------- |
| 1966 | ?           | ?           | ?           | 9          |            | 9          | ?                         |         |           |           | 6          |
| 1968 | ?           | 8 553       | ?           | 9          |            | 9          | ?                         |         | 14        | 14        | 5          |
| 1976 | 16 212      | 19 400      | 83,6        | 14         |            | 14         | 1 158                     | 2       | 16        | 19        | 3          |
| 1980 | 22 000      | 25 900      | 84,9        | 13         |            | 13         | 1 692                     | 1       | 14        | 25        | 15         |
| 1990 | 56 970      | 83 515      | 68,2        | 19         | 3          | 16         | 2 998                     |         | 20        | 32        | 26         |
| 1999 | 100 200     | 110 600     | 90,6        | 18         | 4          | 14         | 5 566                     |         | 18        | 38        | 11         |
| 2000 | 104 859     | 116 131     | 90,3        | 18         | 5          | 13         | 5 825                     |         | 18        | 37        | 11         |
| 2001 | 108 391     | 121 200     | 89,4        | 16         | 5          | 11         | 6 774                     |         | 12        | 44        | 11         |
| 2002 | 110 000     | 122 000     | 90,2        | 16         | 5          | 11         | 6 875                     |         | 12        | 43        | 11         |
| 2003 | 104 400     | 120 700     | 86,5        | 19         | 6          | 13         | 5 494                     |         | 17        | 43        | 14         |
| 2004 | 100 600     | 120 000     | 83,8        | 21         | 7          | 14         | 4 790                     |         | 20        | 43        | 14         |
| 2010 | 111 000     | 133 900     | 82,9        | 17         | 6          | 11         | 6 529                     |         | 13        | 39        | 12         |
| 2014 | 127 655     | 147 688     | 86,4        | 17         | 4          | 13         | 7 509                     |         | 17        | 43        | 13         |
| 2017 | 143 247     | 172 392     | 83,1        | 19         | 5          | 14         | 7 539                     |         | 21        | 46        | 14         |
| 2020 | 141 769     | 169 446     | 83,7        | 19         | 5          | 14         | 7 461                     |         | 18        | 42        | 14         |
| 2022 | 146 364     | 174 624     | 83,8        | 20         | 7          | 13         | 7 318                     |         | 17        | 44        | 14         |